# 瑪蓮必勝
瑪蓮必勝（日语：ウインマリリン），是日本純種競賽馬匹。生涯活躍於中長途賽事，曾勝出2022年香港瓶，另外亦曾於2020年勝出花仙錦標及於2021年勝出日經賞和產經賞。

## 出賽前
2017年5月23日出生於北海道新冠町Cosmo View牧場，成長途中於一口馬主俱樂部Win Co. Ltd.進行馬主募集。
其後交由美浦訓練中心練馬師手塚貴久訓練。

## 競賽生涯

### 2歲
2019年12月21日出戰中山競馬場2歲新馬戰，比賽途中保持於第二下於最後直路率先透出，最終拉開後方追擊的Belinda Un以3 1/2馬位優勢取得首勝

### 3歲
2020年1月26日出戰一捷馬戰若竹賞，於其中取得第五後出戰3月31日的含羞草賞，於最後直路再度發揮優秀速度下壓贏滿謝意取得勝利。
4月26日出戰優駿牝馬（日本橡樹大賽）前哨戰花仙錦標，比賽途中選擇以先頭戰術推進，於比賽途中保持於約莫第四的位置。進入直路後，其由所在位置瞬間衝出，其後亦能壓制同樣位置的好安寧以頸位優勢取得首個分級賽冠軍，亦為騎師橫山武史帶來首個分級賽優勝。
其後出戰優駿牝馬，面對劍指無敗二冠的謀勇兼備等對手，其僅獲得第七人氣。比賽開始後，其雖然處於外檔第16檔起步，但仍然以極快的速度搶佔內欄位置保持於第二，通過第三彎道後才稍微減速墮後至第四的位置。進入直路後，其和同主馬強大必勝一同衝出並逐步貼欄，於內欄位置衝出並一度取得領先，可惜於最後關頭被後方以更凌厲姿態來襲的謀勇兼備超越，最終以1/2馬位憾負得第二。
經過夏季的休養後其直走秋華賞，然而於直路不斷失速後退下最終以第十五大敗。
11月出戰女皇伊利沙伯二世盃挑戰年長馬匹，雖然比賽途中有稍微後退的跡象，但於直路上成功重新加速，最終僅敗於旺紫丁、大海之女及唯獨愛你取得第四，亦為出戰的3歲馬中最好戰績的一匹。

### 4歲
2021年4歲的首戰定為美國賽馬會盃，雖然比賽初段得以維持步速處於第二的位置，但進入直路後未有進一步的進步，最終被超越下落至第六完賽。
3月27日出戰日經賞，比賽途中一直處於有利位置下於直路率先透出，最終亦成功保持速度防止後方賽駒的攻勢，以1/2馬位優勢戰勝機伶金花取得第二個分級賽冠軍。
5月2日乘勢出戰春季天皇賞，然而受到漏閘影響下未能搶先需要於中團位置推進，進入直路後縱然跑出不俗的末腳速度亦未能超越其他賽駒，最終以第五落敗。
入秋後以產經賞作為首戰，於1檔起步之下亦能迅速出閘，因而於比賽途中一直守住第二、三的位置。進入直路後，其於內欄受阻需要抽出外檔加速，但仍然跑出後600米35.1秒的末腳速度，最終成功壓制一同衝出的耀滿瓶下再抵擋後方滿謝意的追擊，以1 1/2馬位取得勝利。
然而11月13日出戰女皇伊利沙伯二世盃時，其再度於直路突然失速，最終不斷後退之下以尾二第十六大敗。

### 5歲
2022年上半年以大阪盃作為首戰，但狀態完全未能回復之下再度大幅失速，最終以包尾第十六慘敗收場，其後出戰寶塚紀念亦僅獲得第七。
夏季前往北海道出戰札幌紀念，選擇先行戰術下雖然於比賽途中反應較為緩慢，但進入直路後隨即好轉，最終於內欄突破之下僅敗於前方的金積驥及本初之海以第三完賽。
入秋後再度挑戰上年度大敗的女皇伊利沙伯二世盃，賽前獲得第五人氣。比賽開始後，面對天雨造成的軟地其仍可保持自身的節奏於約莫第六的位置推進，並於通過第四彎道時候上前知第二。進入直路後，其以優秀的反應進行加速，於最後200米超越領放馬暗艷薔薇取得領先，雖然後續被吉典娜超越，但仍然可以堅守位置和北島名花一同跑獲一席平頭亞軍。
完成女皇伊利沙伯二世盃後陣營選擇遠征香港，安排其出戰12月11日的香港瓶。比賽開始後，雖然其順利出閘且有機會搶佔良好位置，但鞍上人連達文出於信任瑪蓮必勝的實力下選擇放慢速度，保持於尾二的位置追走。進入直路後，其成功順應連達文的指揮抽出大外檔望空，轟出恐怖的末腳速度下一舉蠶食前方所有賽駒，最終於最後關頭超越領先的植物科研並拉開對手1 1/2馬位取得首個一級賽冠軍。
回國後，馬主Win Co. Ltd.鑑於瑪蓮必勝於半年度的優秀表現，決定放棄俱樂部中雌馬需於6歲年春季退役的慣例，破例讓其續行一年，同時陣營於12月15日宣佈來年上半年目標為阿聯酋之杜拜司馬經典賽。

### 6歲
2023年3月25日按照計劃出戰杜拜司馬經典賽，雖然於比賽途中保持一貫平穩的節奏，但由於再直路上未能進一步提升速度，最終僅以第六完賽。
回國休養過後出戰8月的札幌紀念，但表現不佳下以第九落敗，9月24日出戰產經賞亦僅跑獲第九。
11月陣營再度安排其進行遠征，目標為美國的育馬者盃雌馬草地大賽。比賽開始後，其保持於最後方第三的位置等待時機，於直路逐步抽出之下開始加速，最終超越不少賽駒之下以第四完賽。
回國後出戰有馬紀念為目標並確認此戰為退役戰，但未能於順利衝刺下僅能保持均速，最終以第七落敗。
其後按照計劃退役，並於12月27日取消日本中央競馬會的賽駒註冊。

### 詳細賽績
| 日期       | 舉辦國家/地區 | 馬場     | 距離   | 級別 | 賽事名稱             | 負重 | 騎師     | 馬號 | 出馬 | 名次 | 時間    | 頭馬（二馬）   |
| ---------- | ------------- | -------- | ------ | ---- | -------------------- | ---- | -------- | ---- | ---- | ---- | ------- | -------------- |
| 21/12/2019 | 日本          | 中山     | 草2000 |      | 2歲新馬              | 54   | 橫山武史 | 11   | 16   | 1    | 2:04.0  | （Belinda Un） |
| 26/1/2020  | 日本          | 中山     | 草1800 |      | 若竹賞               | 54   | 松岡正海 | 2    | 11   | 5    | 1:51.0  | Season's Gift  |
| 31/3/2020  | 日本          | 中山     | 草2000 |      | 含羞草賞             | 54   | 橫山武史 | 4    | 11   | 1    | 2:02.5  | （滿謝意）     |
| 26/4/2020  | 日本          | 東京     | 草2000 | GII  | 花仙錦標             | 54   | 橫山武史 | 3    | 17   | 1    | 1:58.7  | （好安寧）     |
| 24/5/2020  | 日本          | 東京     | 草2400 | GI   | 優駿牝馬             | 55   | 橫山典弘 | 16   | 18   | 2    | 2:24.5  | 謀勇兼備       |
| 18/10/2020 | 日本          | 京都     | 草2000 | GI   | 秋華賞               | 55   | 横山武史 | 17   | 18   | 15   | 2:03.1  | 謀勇兼備       |
| 15/11/2020 | 日本          | 阪神     | 草2200 | GI   | 女皇伊利沙伯二世盃   | 54   | 横山武史 | 12   | 18   | 4    | 2:10.7  | 旺紫丁         |
| 24/1/2021  | 日本          | 中山     | 草2200 | GII  | 美國賽馬會盃         | 53   | 横山武史 | 15   | 17   | 6    | 2:18.3  | 大哲學家       |
| 27/3/2021  | 日本          | 中山     | 草2500 | GII  | 日經賞               | 53   | 横山武史 | 4    | 15   | 1    | 2:33.3  | （機伶金花）   |
| 2/5/2021   | 日本          | 阪神     | 草3200 | GI   | 春季天皇賞           | 56   | 横山武史 | 14   | 17   | 5    | 3:15.6  | 世界首映       |
| 26/9/2021  | 日本          | 中山     | 草2200 | GII  | 產經賞               | 55   | 横山武史 | 1    | 16   | 1    | 2:11.9  | （滿謝意）     |
| 14/11/2021 | 日本          | 阪神     | 草2200 | GI   | 女皇伊利沙伯二世盃   | 56   | 横山武史 | 9    | 17   | 16   | 2:14.7  | 紅線情牽       |
| 3/4/2022   | 日本          | 阪神     | 草2000 | GI   | 大阪盃               | 55   | 松岡正海 | 7    | 16   | 16   | 2:00.7  | 菜圃向榮       |
| 26/6/2022  | 日本          | 阪神     | 草2200 | GI   | 寶塚紀念             | 58   | 松岡正海 | 12   | 17   | 7    | 2:10.8  | 領銜           |
| 21/2022    | 日本          | 札幌     | 草2000 | GII  | 札幌紀念             | 55   | 松岡正海 | 9    | 16   | 3    | 2:01.4  | 金積驥         |
| 13/11/2022 | 日本          | 阪神     | 草2200 | GI   | 女皇伊利沙伯二世盃   | 56   | 連達文   | 13   | 18   | 2    | 2:13.3  | 吉典娜         |
| 11/12/2022 | 香港          | 沙田     | 草2400 | GI   | 香港瓶               | 55.5 | 連達文   | 9    | 10   | 1    | 2:27.53 | （植物科研）   |
| 25/3/2023  | 阿聯酋        | 美丹     | 草2410 | GI   | 杜拜司馬經典賽       | 55   | 連達文   | 10   | 10   | 6    | 2:27.14 | 春秋分         |
| 20/8/2023  | 日本          | 札幌     | 草2000 | GII  | 札幌紀念             | 56   | 松岡正海 | 2    | 15   | 9    | 2:04.0  | 先見           |
| 24/9/2023  | 日本          | 中山     | 草2200 | GII  | 產經賞               | 57   | 松岡正海 | 15   | 15   | 9    | 2:12.8  | 利森名園       |
| 4/11/2023  | 美國          | 聖雅尼塔 | 草2000 | GI   | 育馬者盃雌馬草地大賽 | 56   | 杜滿樂   | 5    | 12   | 4    | 1:59.29 | 旋進軌跡       |
| 24/12/2023 | 日本          | 中山     | 草2500 | GI   | 有馬紀念             | 56   | 莫萊斯   | 12   | 16   | 7    | 2:31.6  | 勝局在望       |

## 退役後
退役後，瑪蓮必勝成為了繁殖雌馬，於北海道新冠町Cosmo View牧場休養，在2024年進行配種。首匹子嗣於2025年出生，可於2027年出賽。

### 詳細繁殖資料
| 數目 | 馬名         | 出生年 | 性別 | 父系 | 練馬師 | 馬主 | 戰績       |
| ---- | ------------ | ------ | ---- | ---- | ------ | ---- | ---------- |
| 首匹 | 瑪蓮必勝2025 | 2025   | 雄   | 領銜 |        |      | （出賽前） |

## 血統簡介
父系銀幕英雄爲日本賽駒，生涯戰績不俗，曾勝出一級賽日本盃。祖父草上飛爲美國生產的日本賽駒，生涯戰績優秀，曾勝出朝日盃三歲錦標及寶塚紀念，亦曾連霸有馬紀念。
母系Cosmo Cielo為澳洲生產的日本賽駒，生涯僅勝出一場賽事。外祖父靈駒為美國賽駒，生涯戰績優秀，曾勝出2000年肯塔基打吡。

### 血統表
| 父線：雷弼圖系（Hail to Reason系）                                     |                                  |              |                |
| 種馬 銀幕英雄 2004年（栗色）                                           | 草上飛 1995年（栗色）            | Silver Hawk  | 雷弼圖         |
| 種馬 銀幕英雄 2004年（栗色）                                           | 草上飛 1995年（栗色）            | Silver Hawk  | Gris Vitesse   |
| 種馬 銀幕英雄 2004年（栗色）                                           | 草上飛 1995年（栗色）            | Ameriflora   | 單色           |
| 種馬 銀幕英雄 2004年（栗色）                                           | 草上飛 1995年（栗色）            | Ameriflora   | Graceful Touch |
| 種馬 銀幕英雄 2004年（栗色）                                           | Running Heroine 1993年（深棗色） | 週日寧靜     | Halo           |
| 種馬 銀幕英雄 2004年（栗色）                                           | Running Heroine 1993年（深棗色） | 週日寧靜     | Wishing Well   |
| 種馬 銀幕英雄 2004年（栗色）                                           | Running Heroine 1993年（深棗色） | Dyna Actress | 北方風味       |
| 種馬 銀幕英雄 2004年（栗色）                                           | Running Heroine 1993年（深棗色） | Dyna Actress | Model Sport    |
| 繁殖雌馬 Cosmo Cielo 2003年（栗色）                                    | 靈駒 1997年（棗色）              | 淘金者       | Raise a Native |
| 繁殖雌馬 Cosmo Cielo 2003年（栗色）                                    | 靈駒 1997年（棗色）              | 淘金者       | Gold Digger    |
| 繁殖雌馬 Cosmo Cielo 2003年（栗色）                                    | 靈駒 1997年（棗色）              | Angel Fever  | 單色           |
| 繁殖雌馬 Cosmo Cielo 2003年（栗色）                                    | 靈駒 1997年（棗色）              | Angel Fever  | Rowdy Angel    |
| 繁殖雌馬 Cosmo Cielo 2003年（栗色）                                    | Shorwon 1983年（栗色）           | Buena Shore  | George Lewis   |
| 繁殖雌馬 Cosmo Cielo 2003年（栗色）                                    | Shorwon 1983年（栗色）           | Buena Shore  | Full View      |
| 繁殖雌馬 Cosmo Cielo 2003年（栗色）                                    | Shorwon 1983年（栗色）           | April Wonder | Newtown Wonder |
| 繁殖雌馬 Cosmo Cielo 2003年（栗色）                                    | Shorwon 1983年（栗色）           | April Wonder | April Flower   |
| 雌系：號族：14-e                                                       |                                  |              |                |
| 五代內近親交配：單色 4×4、Halo 4×5、北地舞人 5×5×5、Hail to Reason 5×5 |                                  |              |                |

## 命名由來
名字中，Win（ウイン）是馬主Win Co. Ltd.冠名，出自其公司名字，香港翻譯為「必勝」；Marilyn（マリリン）則是歐美常見女性名字（源自瑪莉蓮夢露），香港採音譯，翻譯為「瑪蓮」。

## 外部連結
- 瑪蓮必勝 netkeiba.com （页面存档备份，存于）
- 血統表 （页面存档备份，存于）